# (6297) 1988 VZ1
(6297) 1988 VZ1 (1988 VZ1, 1971 TX, 1992 OQ7, 1993 SQ11) — астероїд головного поясу, відкритий 2 листопада 1988 року.
Тіссеранів параметр щодо Юпітера — 3,196.